# Jean-Marie Desfrançais de Lolme
Jean-Marie Desfrançais de Lolme est un magistrat et homme politique français né le 13 novembre 1758 à Boulieu-les-Annonay (Ardèche) et mort le 26 mars 1834 à Annonay (Ardèche).

## Biographie
Juge à Annonay avant la Révolution, il est président du tribunal de district puis président de l'administration municipale d'Annonay, maire de la ville et assesseur du juge de paix. Il est chevalier d'Empire en 1809. Il est député de l'Ardèche en 1815, lors des Cent-Jours.

## Sources
- « Jean-Marie Desfrançais de Lolme », dans Adolphe Robert et Gaston Cougny, Dictionnaire des parlementaires français, Edgar Bourloton, 1889-1891 [détail de l’édition]